# Teoremat (film)
Teoremat (wł. Teorema) – włoski dramat filmowy z 1968 roku w reżyserii Piera Paola Pasoliniego.
Określany jako enigmatyczny i symboliczny, przez wielu uznawany jest za najlepszy, obok Medei (1969), obraz tego reżysera, będący najpełniejszym wyrazem jego poglądów na politykę i społeczeństwo.

## Tytuł
W tytule filmu Pasolini umieścił termin z zakresu logiki: teoremat. Oznacza on twierdzenie (tezę) udowodnione w pewnym obszarze pojęć. Grecki rzeczownik theoréma znaczy: przedmiot oglądu, intuicyjny widok. To zatem obraz ilustrujący i udowadniający pewne twierdzenie.
Film ma postać paraboli czy powiastki filozoficznej (jak Na los szczęścia, Baltazarze Roberta Bressona z 1966).
Fabuła sugeruje, że tezy reżysera byłyby, od strony teoriopoznawczej, dwie: socjologiczna oraz... mistyczna. Pierwsza dotyczy diagnozy – konkretnej historycznie: na koniec lat 60. XX wieku – schyłku duchowego burżuazji włoskiej. Druga teza dotyczy ponadczasowego zagadnienia ocalającej (lub niszczącej) więzi człowieka i Boga.

## Fabuła i środki wyrazu
Film rozpoczyna się przedakcją (ekspozycją diegetyczną) jeszcze, zanim pojawią się napisy czołówki (jak później w Zwierciadle Andrieja Tarkowskiego): są to obrazy pustej fabryki, a potem wypowiedzi przechodniów o pomyśle właściciela, by oddać ją robotnikom. Dopiero wówczas następują napisy.
Współczesne Włochy, zamożna willa w ogrodzie i mieszczańska rodzina mediolańskiego przemysłowca. Przy śniadaniu otrzymują dziwny, niepodpisany telegram: „Przyjeżdżam jutro”. I rzeczywiście – nazajutrz zjawia się w ich domu młody mężczyzna. Jest bardzo piękny, kamera stylizuje go po trosze na Chrystusa. Zamieszkuje w willi z przemysłowcem i jego rodziną, by wkrótce stać się po kolei hetero- oraz homoseksualnym kochankiem każdego z domowników, co zmienia cały ich dotychczasowy świat. Nie wiadomo tylko czy to demon, czy anioł...
Postacie są bezimienne, w filmie nie ma prawie dialogów, poszczególne ujęcia akcentuje muzyka. Kadry skomponowane są malarsko i poetycko, co nadaje dziwnej fabule sens symboliczny i przemawia bardziej do wyobraźni widzów, niż do ich intelektu.
Zwraca uwagę wysmakowany styl Teorematu. Reżyser swobodnie łączy sekwencje czarno-białe i barwne, wiele scen rozgrywa jak film niemy. Wszystko to nadaje dziełu odrealniony i wizyjny charakter.
Film interpretowano na sposób skrajny, uznając go – równolegle – za mistyczny (ukazujący krzepiącą więź Boga i człowieka, czyli chrystotypicznego Gościa i kolejnych domowników, oddaną metaforycznie poprzez obrazy kopulacji), lub też bluźnierczy i „wywrotowy” (przez samo skojarzenie tak ujętej postaci Gościa z erotyzmem). Sam Pasolini w autointerpretacji sugerował, że „osoba, z którą pięciu członków rodziny popełnia kazirodztwo, to po prostu Bóg”.

## Obsada
W filmie wziął udział w głównej roli brytyjski aktor Terence Stamp. W epizodzie filmu znalazła się również matka reżysera.
- Terence Stamp jako Gość
- Pino Colizzi jako Gość (głos)[5]
- Silvana Mangano jako Lucia, matka[6]
- Massimo Girotti jako Paolo, ojciec
- Anne Wiazemsky jako Odetta, córka
- Andrés José Cruz Soublette jako Pietro, syn
- Rodolfo Traversa jako Pietro, syn (głos)[5]
- Laura Betti jako Emilia, służąca
- Ninetto Davoli jako Angelino, posłaniec
- Carlo De Mejo jako chłopiec
- Adele Cambria jako Emilia, druga służąca
- Luigi Barbini jako chłopiec na stacji
- Giovanni Ivan Scratuglia jako drugi chłopiec
- Alfonso Gatto jako lekarz
- Cesare Garboli jako rozmówca (niewymieniony w napisach)
- Susanna Pasolini – matka reżysera – jako stara wieśniaczka (niewymieniona w napisach)

## Produkcja
Zdjęcia kręcono w regionie Lombardia (Mediolan; San Donato Milanese i San Giuliano Milanese w prowincji Mediolan; Sant'Angelo Lodigiano i Castiraga Vidardo w prowincji Lodi; Copiano i Cura Carpignano w prowincji Pawia) oraz w Rzymie.

## Reakcje na film i nagrody
Teoremat jest kolejnym przypadkiem skrajnego przyjęcia filmu Pasoliniego. Jak kilka wcześniejszych jego obrazów, wywołał liczne dyskusje na temat dopuszczalnej swobody wypowiedzi artysty. Krytycy ocenili go entuzjastycznie, nawet ci zrzeszeni w Międzynarodowym Katolickim Biurze Filmowym. Organizacja ta przyznała obrazowi nagrodę, doceniając jego szczególne wartości moralne i religijne.
W 1968 za Teoremat reżyser był nominowany do Złotego Lwa na 29. MFF w Wenecji, a Laura Betti otrzymała za rolę w filmie Puchar Volpiego dla najlepszej aktorki.
Oficjalny organ Watykanu „L’Osservatore Romano” najpierw opublikował przychylną recenzję, po czym nagle zmienił zdanie: Film wywiera wpływ negatywny i niebezpieczny, autor zdradza w nim przebłyski świadomości freudowskiej i marksistowskiej, tajemniczy przybysz postępuje jak demon, który bierze w posiadanie swe ofiary i znikając jak mara pozostawia je zbulwersowane i wyalienowane. – Teoremat został wkrótce oskarżony przed prokuratorem republiki i zasekwestrowany. W listopadzie 1969 roku wrócił na ekrany, a oskarżenie zostało oddalone.
W Polsce film nigdy nie był wyświetlany w kinach, najpewniej ze względów cenzuralnych, dopiero po 1989 pokazywano go w ramach przeglądów twórczości reżysera.

## Opinie krytyków
Niezależnie od problemów sądowych, krytycy mieli zajęcie z rozszyfrowaniem autorskiego posłania. Według Pasoliniego erotyka jest faktem kulturowym, może więc spełniać rolę języka i stać się zamiast słów sposobem komunikacji. W „Teoremacie” seks jest zarazem formą wyzwolenia, tym co obdarza samoświadomością, a przecież obowiązek odnalezienia siebie i bycia sobą, nawet – jak u bohaterów filmu – za cenę autodestrukcji i szaleństwa, jest najważniejszym z obowiązków, jakie człowiek ma względem siebie samego. Przez niektórych krytyków film odbierany jest jednoznacznie, jako wyraz marksistowskich poglądów reżysera.

Z „Teorematem” jest podobnie [jak z filmem „Ptaki i ptaszyska”], choć jego wymowa nie została upolityczniona aż w takim stopniu, jednak perspektywa, z której autor każe nam się przyglądać rodzinie pewnego fabrykanta (czytaj: kapitalistom), jest bez wątpienia lewicowa. Pasolini uprawiał politykę – czy raczej politykę w sztuce – w charakterystyczny dla siebie sposób. Umieszczając kamerę najczęściej na wysokości krocza Terence’a Stampa reżyser wyraźnie dał do zrozumienia, gdzie szukać remedium na kryzys gnębiący cały zachodni świat. Jednak tajemniczy przybysz nie pojawia się w posiadłości Paola w charakterze deus ex machina. Domownicy po odejściu gościa pozostają osamotnieni, z bolesną świadomością swojego egzystencjalnego dramatu.

Zdaniem większości krytyków, historia ta nie jest niczym innym jak nowocześnie potraktowaną parabolą poetycką. Chodzi o rodzinę, która zostaje nawiedzona przez istotę nadludzką, symboliczną. (...) Pytanie tylko, czy chodzi o odwiedziny anioła, czy demona? (...) A ponieważ Pasolini odżegnuje się od jednoznacznego sformułowania swych autorskich intencji, jego zwolennicy twierdzą, że – jak przystało na „wierzącego marksistę”, za jakiego się uważa – wolno mu przystawić świeczkę i ogarek komu uzna za stosowne. Potrafi to jednak robić w sposób fascynujący, poetycki, odważnie obnażając obsesje i rozterki natury ludzkiej we współczesnym świecie.

.
Odbiór filmu przez współczesnych krytyków uważany jest za pozytywny. Agregujący recenzje filmowe serwis Rotten Tomatoes, w oparciu o dziewiętnaście omówień, okazał obrazowi 89-procentowe wsparcie.

## Nawiązania
- 1 lutego 2009 w Teatrze Rozmaitości w Warszawie odbyła się premiera spektaklu T.E.O.R.E.M.A.T. w reżyserii Grzegorza Jarzyny. Scenariusz spektaklu oparty jest na twórczości Pasoliniego – filmie Teoremat, wierszach oraz wywiadach z reżyserem[12].